# José Vélez

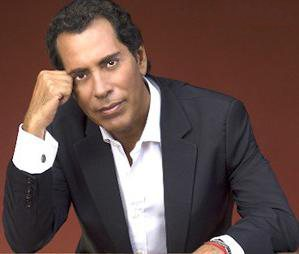
José Vélez

José Vélez (* 15. November 1951 als José Velázquez Jiménez in Telde, Gran Canaria) ist ein spanischer Sänger von den Kanarischen Inseln, der 1978 Spanien beim Eurovision Song Contest vertrat.

## Werdegang
Ende der 1960er gründete ein Musiklehrer der Organización Juvenil Española (spanische Jugendorganisation) mit einigen Schülern die Musikgruppe Grupo "Trio Maravillas". Unter diesen war auch José Velázquez. Nach der Auflösung der Gruppe begann Velázquez eine Solokarriere. 1968 nahm er am Wettbewerb Salto a la fama in Madrid teil, was ihm einige Aufmerksamkeit einbrachte.
1976 brachte er sein erstes Album Vino Griego (Griechischer Wein mit einer Version des Songs von Udo Jürgens) heraus. 1977 nahm er am Sopot International Song Festival teil. Titel seines Beitrags war Romántica. 1978 wurde er vom spanischen Fernsehen TVE als Teilnehmer seines Landes für den Eurovision Song Contest in Paris ausgewählt. Sein Beitrag war Bailemos un vals. Er wurde Neunter von zwanzig Teilnehmern. Seitdem hatte er mit 19 Platin- und 32 Goldenen Schallplatten vor allem in Lateinamerika Erfolg.